# Golmés
Golmés ist eine katalanische Gemeinde (municipio) mit 1.916 Einwohnern (Stand: 2024) in der Provinz Lleida im Nordosten Spaniens. Sie gehört zur Comarca Pla d’Urgell.

## Geographische Lage
Golmés liegt etwa 25 Kilometer östlich von Lleida in einer Höhe von ca. 195 m. Am Nordrand der Gemeinde führt die Autovía A-2 entlang.

## Bevölkerungsentwicklung
| 1900 | 1930 | 1950 | 1970 | 1981 | 1991 | 2001 | 2011 | 2021 |
| ---- | ---- | ---- | ---- | ---- | ---- | ---- | ---- | ---- |
| 1155 | 1407 | 1395 | 1251 | 1274 | 1280 | 1369 | 1691 | 1855 |

## Sehenswürdigkeiten

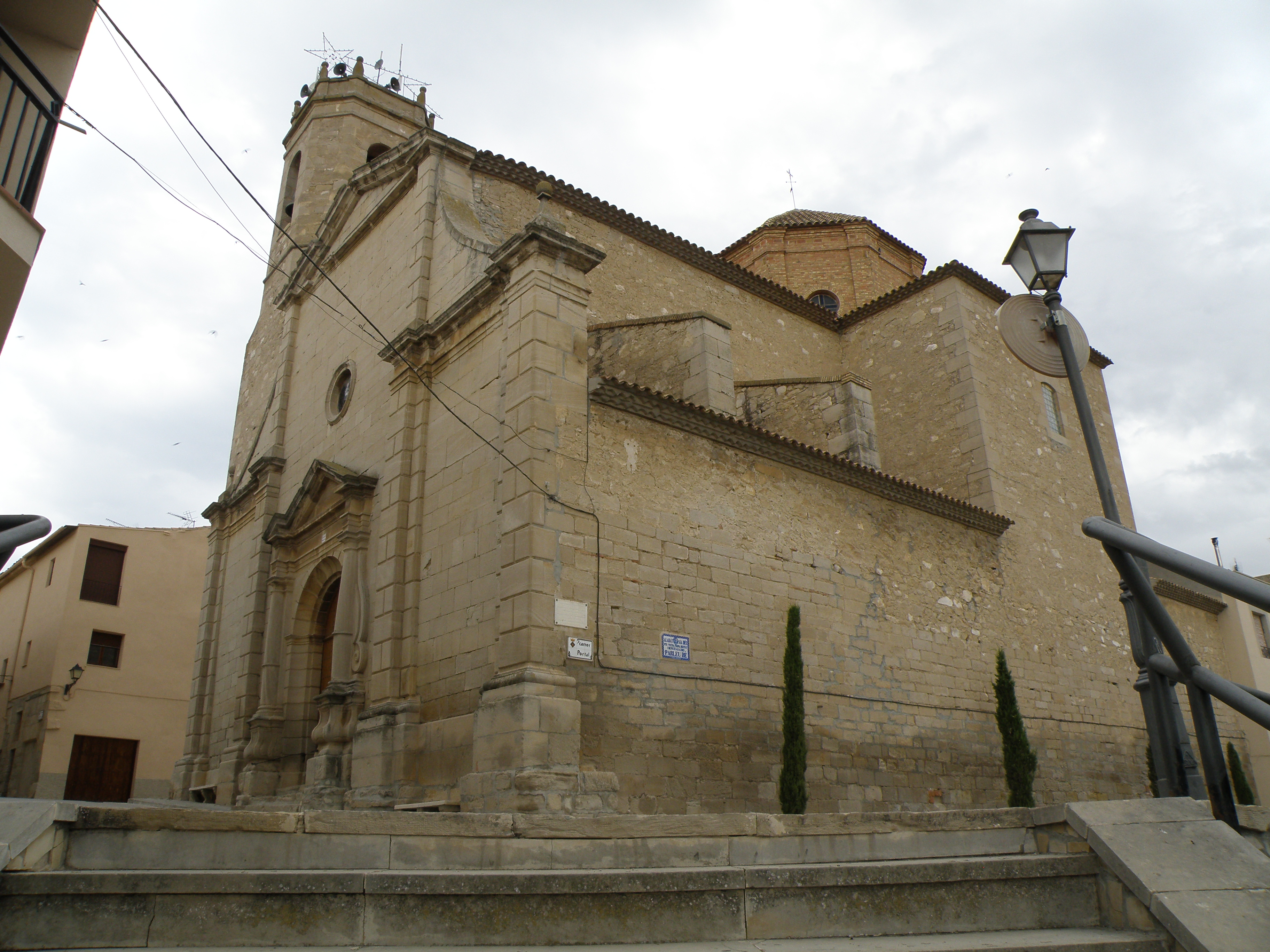
Salvatorkirche

- Salvatorkirche